# Laundos
Laundos (también es frecuente la grafía Laúndos), es una freguesia portuguesa del municipio de Póvoa de Varzim, con 9,69 km² de área y 2131 habitantes (2001). Densidad: 219,9 hab/km². Su nombre proviene de Montis Lanutus.
Laundos se localiza en el extremo de la Légua da Póvoa, a 7,5 km de la ciudad. Aquí se encuentra el monte de São Félix (con el Castro de Laundos).
Laundos posee uno de los parques industriales más importantes de Póvoa de Varzim.